# Joseph Finelli
Joseph Finelli (6 de agosto de 1980) es un deportista estadounidense que compitió en remo como timonel. Ganó una medalla de plata en el Campeonato Mundial de Remo de 2003, en la prueba de ocho con timonel ligero.

## Palmarés internacional
| Campeonato Mundial | Campeonato Mundial | Campeonato Mundial | Campeonato Mundial      |
| Año                | Lugar              | Medalla            | Prueba                  |
| ------------------ | ------------------ | ------------------ | ----------------------- |
| 2003               | Milán (Italia)     | Medalla de plata   | Ocho con timonel ligero |